# El Campestre
El Campestre es una localidad del estado mexicano de Jalisco. Es parte del municipio de Zapopan. Fue fundada el 15 de marzo de 2015.

## Demografía
| Censo | Población |
| ----- | --------- |
| 2020  | 4 173     |